# Філіпп Делорм
Філіп Делорм (народився 22 січня 1960 року в Пантені, Сена-Сен-Дені ) — французький історик і журналіст , чиї статті з'явилися в Point de Vue, Point de Vue Histoire, Valeurs actuelles та інших.
Автор численних біографій про великих французьких королев, усі опубліковані у видавництві «Editions Pygmalion».
Його найвідоміші книги «Справа Людовика XVII » і Людовик XVII: правда  викликали сильний інтерес з боку громадськості та ЗМІ завдяки своїм новаторським аналізам ДНК-досліджень людського серця, які давно вважалися серцем Людовика XVII, який помер у Храмовій вежі в Парижі, в 1795 році. У червні 2009 року Делорм опублікував видання Journal du comte de Chambord (1846–1883), досі неопублікованого щоденника Анрі, графа де Шамбора, останнього претендента на французьку корону від Бурбонів. У травні 2010 року він опублікував нонконформістську біографію французького короля Генріха IV : «Henri IV, les réalités d'un mythe» (Ed. de l'Archipel).